# Mycetia radiciflora
Mycetia radiciflora là một loài thực vật có hoa trong họ Thiến thảo. Loài này được (C.B.Clarke) Airy Shaw mô tả khoa học đầu tiên năm 1965.